# Щельяюр (сельское поселение)
Щельяюр — административно-территориальная единица (административная территория посёлок сельского типа с подчинённой ему территорией) и муниципальное образование (сельское поселение с полным официальным наименованием муниципальное образование сельского поселения «Щельяюр») в составе муниципального района Ижемского в Республике Коми Российской Федерации.
Административный центр и единственный населённый пункт — посёлок Щельяюр.

## История
Статус и границы административной территории установлены Законом Республики Коми от 6 марта 2006 года № 13-РЗ «Об административно-территориальном устройстве Республики Коми».
Статус и границы сельского поселения установлены Законом Республики Коми от 5 марта 2005 года № 11-РЗ «О территориальной организации местного самоуправления в Республике Коми»

## Население
| 2010  | 2011  | 2012  | 2013  | 2014  | 2015  | 2016  |
| ----- | ----- | ----- | ----- | ----- | ----- | ----- |
| 2934  | ↘2908 | ↘2876 | ↘2818 | ↘2768 | ↘2720 | ↘2711 |
| 2017  | 2018  | 2019  | 2020  | 2021  |       |       |
| ↘2687 | ↘2587 | ↗2633 | ↘2587 | ↘2177 |       |       |